# Hirschhausens Sprechstunde

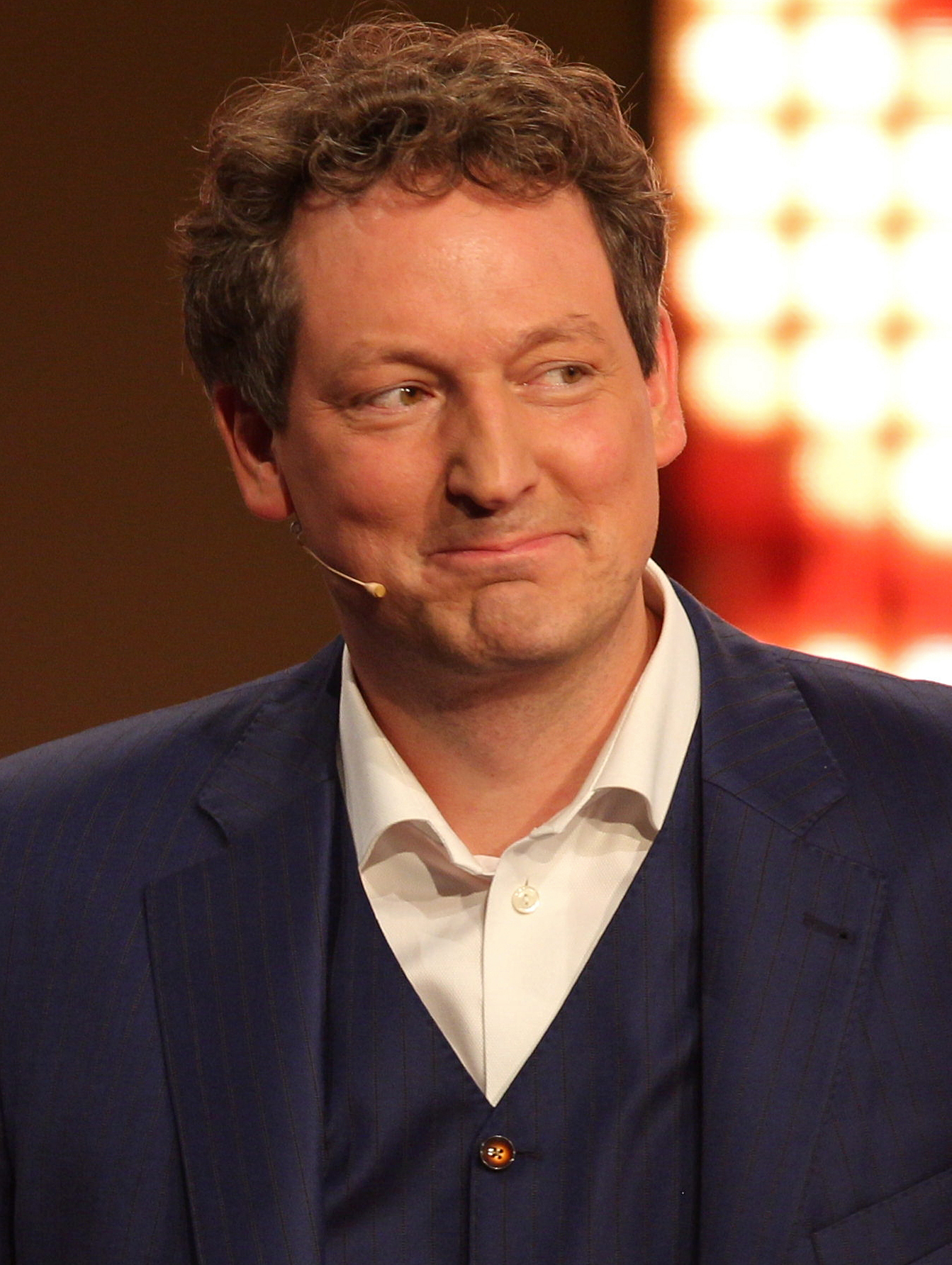
Moderator Eckart von Hirschhausen (2014)

Hirschhausens Sprechstunde ist eine Fernsehsendung über die Themen Krankheit und Gesundheit, die vom Arzt, Moderator, Comedian, Webvideoproduzent und Schriftsteller Eckart von Hirschhausen moderiert wird. Die Sendung hat eine Länge von ca. 45 Minuten. Hirschhausens Sprechstunde wird vom WDR im Zusammenarbeit mit Bavaria Entertainment produziert. Die erste Episode wurde am 6. Januar 2020 im WDR Fernsehen erstausgestrahlt. Seit 2021 wird im WDR 4 der Podcast Hirschhausens Sprechstunde – Der Podcast einmal in der Woche ausgestrahlt. Den Podcast moderiert Eckart von Hirschhausen.

## Konzept
Eckart von Hirschhausen lädt in seine Sendung Menschen ein, die unterschiedlichste Krankheiten und Verletzungen erlebten. Der Moderator diskutiert mit seinen Gästen über ihre Krankheiten. Neben dem Moderator und dem Gast ist die Wissenschaftsreporterin Katharina Adick Teil der Sendung.

## Episodenliste

### Staffel 1
| Folge | Ausstrahlung  | Gast             | Titel/Thema                        |
| ----- | ------------- | ---------------- | ---------------------------------- |
| 1     | 06. Jan. 2020 | Horst Lichter    | Horst Lichter und der Schlaganfall |
| 2     | 13. Jan. 2020 | Janine Kunze     | Janine Kunze und der Rücken        |
| 3     | 20. Jan. 2020 | Wolfgang Bosbach | Wolfgang Bosbach und der Krebs     |

### Staffel 2
| Folge | Ausstrahlung  | Gast            | Titel/Thema                        |
| ----- | ------------- | --------------- | ---------------------------------- |
| 4     | 04. Jan. 2021 | Jörg Pütz       | Jörg Pütz und Corona               |
| 5     | 11. Jan. 2021 | Reiner Calmund  | Reiner Calmund und das Übergewicht |
| 6     | 18. Jan. 2021 | Margot Käßmann  | Margot Käßmann und der Brustkrebs  |
| 7     | 25. Jan. 2021 | Wigald Boning   | Wigald Boning und der Schlaf       |
| 8     | 01. Feb. 2021 | Torsten Sträter | Torsten Sträter und die Depression |
| 9     | 08. Feb. 2021 | Lisa Ortgies    | Lisa Ortgies und der Herzinfarkt   |

## Podcast
Im Hörfunksender WDR 4 gibt es seit dem 25. Oktober 2021 jeden Montagmorgen um 9.20 Uhr einen rund zwei Minuten langen Podcast mit dem Namen Hirschhausens Sprechstunde – Der Podcast mit Eckart von Hirschhausen. Dabei werden die Bereiche Gesundheit, Natur, Wirtschaft und Themen der Zeit aufgegriffen.